# Sýkora babka
Sýkora babka (Poecile palustris, syn. Parus palustris) je malý druh pěvce z čeledi sýkorovitých (Paridae).

## Taxonomie
Binomické jméno druhu je odvozeno z řeckého poikolos (skvrnitý) a latinského palus (bažina). Počet poddruhů není ustálen, zatímco některé zdroje uvádí subspecií 8, jiné hned 11:
- P. s. palustris – severní a střední Evropa v rozmezí od jižní Skandinávie jižně po sever Pyrenejského poloostrova, východně po střední Polsko a západně po Balkán a Řecko.
- P. s. dresseri – střední Evropa, jižní Anglie, Wales a západní Francie. Je o něco menší než nominální poddruh, svrchu hnědší.
- P. s. italicus – francouzské Alpy, Itálie a Sicílie. Podobá se poddruhu dresseri, má však více červenavě hnědou svrchní část těla a světlejší spodinu.[5]
- P. s. stagnatilis – východní Evropa východně až po jižní Ural a severozápadní Turecko.
- P. s. kabardensis – Kavkaz a severovýchodní Turecko.
- P. s. brevirostris – jižní a jihovýchodní Sibiř, severní Mongolsko, severovýchodní Čína a Severní Korea.
- P. s. jeholicus – severovýchodní Čína.
- P. s. hellmayri – východní Čína a Jižní Korea.
- P. s. hypermelaenus – střední a jižní Čína a západní Barma. Někdy bývá považován za samostatný druh – Poecile hypermelaenus.[3][6] Má větší černou skvrnu na krku zasahující až po vrch hrudi.[6][7]
- P. s. ernsti – Sachalin.
- P. s. hensoni – jih Kurilských ostrovů a ostrov Hokkaidó, Japonsko.

## Popis
- Délka těla: 11–12 cm
- Rozpětí křídel: 18–19 cm
- Hmotnost: 9–12 g.

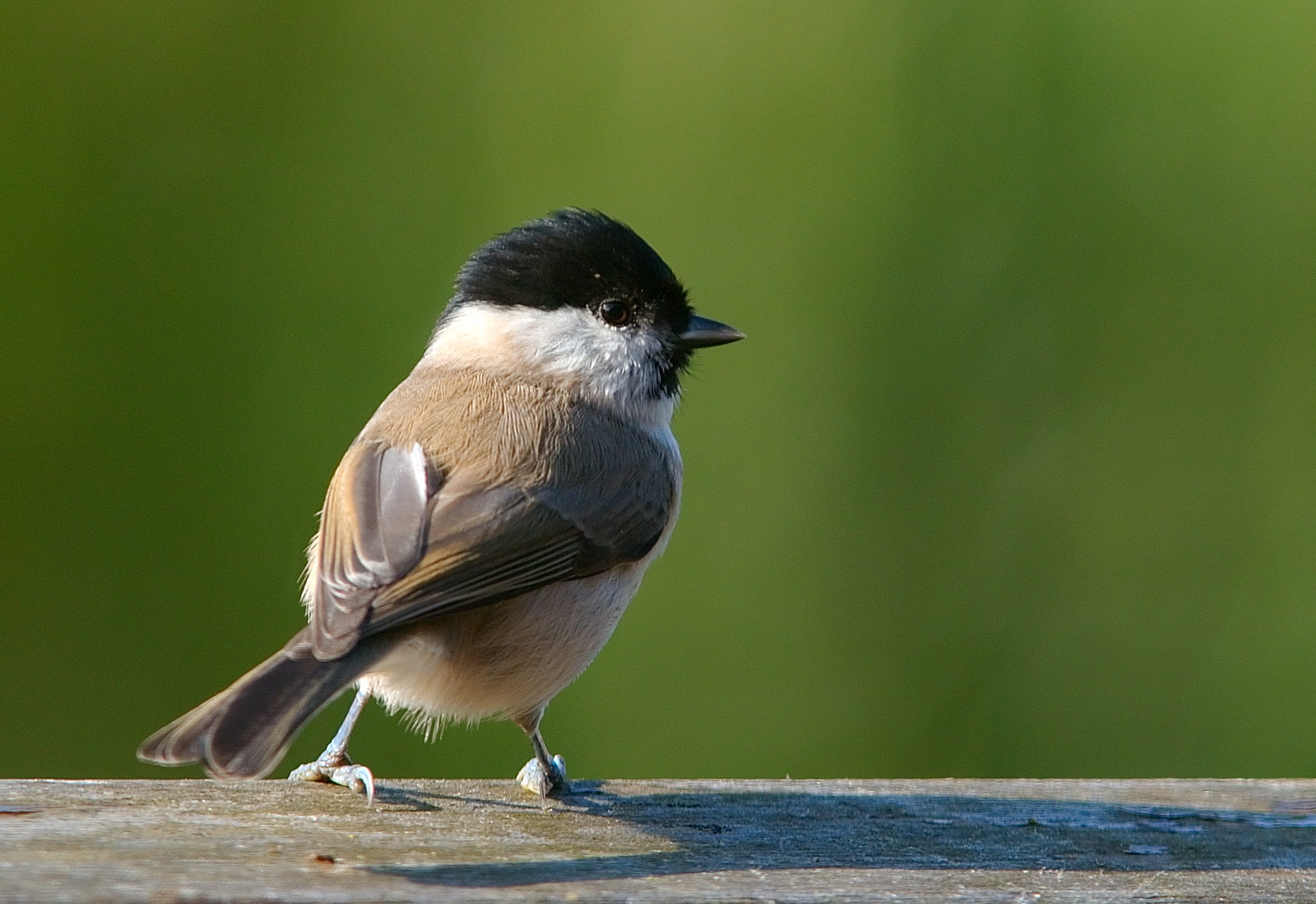
Sýkora babka

Je o něco menší než vrabec. Svrchní část těla má šedohnědou, spodinu bělavou s hnědým odstínem patrným zejména na bocích a spodní části břicha, líce bílé a zátylek, temeno, čelo a bradu leskle černé. Zobák je černý a končetiny šedočerné. Obě pohlaví jsou zbarvena stejně, mladí ptáci mají jednotvárněji zbarvené temeno a bradu, šedší odstín na svrchní straně těla a světlejší spodinu; stejně jako dospělci jsou zbarvení po přepeření v září.
Od velmi podobné sýkory lužní (P. montanus) ji lze odlišit zejména díky hlasu. Z fyzických znaků se pak jedná zejména o světlé pole v křídlech, které sýkora babka postrádá, lesklejší čepičku a menší černou skvrnu pod zobákem – žádný z těchto znaků však nelze považovat za zcela spolehlivý.

## Hlas
Vábí charakteristickým tvrdým „pistje“. Zpěv tvoří řada opakovaných zvuků, včetně „djep djep djep“, „ci vit ci vit“ nebo „cje cje cje“.

## Rozšíření
Sýkora babka se vyskytuje na rozsáhlém území Evropy a Asie. Její areál rozšíření sahá od severního Španělska a Pyrenejí severně po jihovýchodní Skotsko a východně až po severní Japonsko a severní a západní Čínu s širokou mezerou v západní Asii. Je zpravidla stálá, ptáci ze severní Evropy však na zimu migrují na krátké vzdálenosti. Většina ptáků se navíc celoročně zdržuje na svých hnízdištích.
Evropská populace je odhadována na 3–6 milionů hnízdících párů. Druh proto není považován za nijak ohrožený a v Červeném seznamu IUCN náleží do kategorie málo dotčených druhů.

## Výskyt v Česku
V České republice hnízdí na většině území v počtu 60–120 tisíců párů. Její populační trend na našem území je mírný pokles.

## Prostředí
Hnízdí převážně v nížinách, v některých oblastech však vystupuje až po 1300 m n. m. Vyhledává přitom převážně vlhké listnaté lesy, často doubravy nebo bučiny, ačkoli se vyskytuje také ve vlhkých olšinách, na březích řek, v parcích, zahradách a sadech.

## Hnízdění

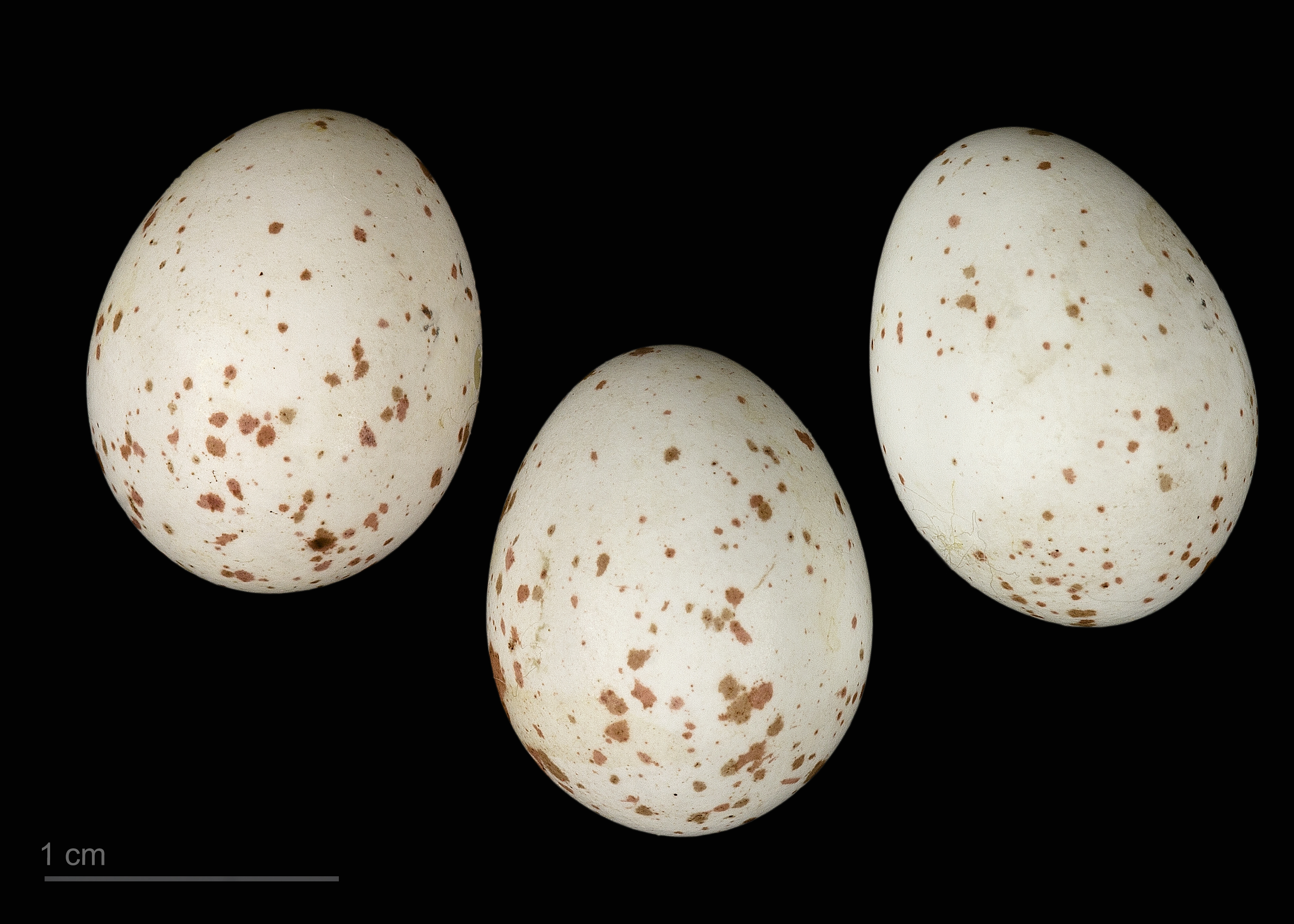
Poecile palustris

Pohlavně dospívá již na konci 1. roku života. Je monogamní, jsou přitom známy i případy, kdy spolu jeden pár setrval celých 6 let. Ve střední Evropě hnízdí zpravidla 1× ročně od dubna do července, a to nejčastěji nevysoko v dutinách stromů, ale také ve štěrbinách ve zdech nebo v budkách, které vystýlá mechem, chlupy a peřím. V jedné snůšce je 7 až 10 světlých, červenohnědě skvrnitých, 16 × 12 mm velkých a zhruba 1,2 g těžkých vajec, na kterých sedí samotná samice 14–16 dnů. Samec vypomáhá až s krmením mláďat, která jsou opeřena ve věku 18–21 dnů.
Zatím nejvyšší zaznamenaný věk v Evropě činí 11 let a 11 měsíců.

## Potrava
Na jaře a v létě se živí převážně pavouky a hmyzem, na podzim a v zimě zase hlavně semeny, které si z části ukládá do zásob, a to pod zem nebo mezi listy, do pařezů či pod mechy a lišejníky na stromech. Ze studie provedené v Norsku, při které byli ptáci sledováni po dobu 2 hodin a 15 minut, vyplynulo, že za pouhou 1 hodinu sledovaní jedinci sežrali 43 a naproti ukryli hned 83 semen. Tvorbu zásob lze pozorovat nejčastěji od září do konce února s vrcholným obdobím v září a říjnu.